# Octávio Mateus
Octávio Mateus (nascido em 1975) é um paleontólogo português, professor na Faculdade de Ciências e Tecnologia da Universidade Nova de Lisboa (UNL). Licenciado em Biologia pela Universidade de Évora e doutorado em Geologia (especialidade em Paleontologia) pela Universidade Nova de Lisboa. Especialista em dinossauros do Jurássico, já publicou diversos artigos científicos e colabora com o Museu da Lourinhã.
Descreveu novas espécies de dinossauros como:
- Torvosaurus gurneyi Hendrickx & Mateus 2014[1]
- Angolatitan adamastor (2011).
- Miragaia longicollum (2009),
- Allosaurus europaeus  (2006),
- Europasaurus holgeri (2006),
- Lusotitan atalaiensis (2003),
- Draconyx loureiroi (2001) ,
- Dinheirosaurus lourinhanensis (1999),
- Tangvayosaurus hoffeti (1999),
- Lourinhanosaurus antunesi (1998).

Desde 1991, Octávio Mateus organiza escavações em Portugal, mas também já participou em expedições e escavações no Laos, Gobi na Mongólia, Gronelândia, e Angola, descobrindo o primeiro dinossauro deste último país. Estudou pegadas e ovos de dinossauros, fitossauros, tartarugas e baleias.

## Controvérsias
Octávio Mateus foi acusado de praticar assédio sexual e moral contra investigadoras da sua área e alunas da Universidade Nova de Lisboa. Os casos, que já aconteciam desde 2010, vieram a público pela primeira vez em janeiro de 2022 após um relato publicado no Facebook por um colega de profissão de Mateus, com a posterior confirmação das próprias vítimas nos comentários dessa publicação. A situação passou a ter maior atenção da mídia depois da Universidade decidir abrir um inquérito a 26 de abril de 2023 e que está no momento a decorrer. Octávio Mateus negou veemente todas as acusações.

## Publicações
- MATEUS, O. & ANTUNES, M.A. 2003. A New Dinosaur Tracksite in the Lower Cretaceous of Portugal. Ciências da Terra (UNL), 15: 253-262.
- MATEUS, O. & ANTUNES, M.T. 2001. Draconyx loureiroi, a new Camptosauridae (Dinosauria: Ornithopoda) from the Late Jurassic of Lourinhã, Portugal. Annales de Paleontologie 87 (1): 61-73.
- RICQLES, A. DE, MATEUS, O., ANTUNES, M. T. & TAQUET, P. 2001. Histomorphogenesis of embryos of Upper Jurassic Theropods from Lourinhã (Portugal). Comptes rendus de l'Académie des sciences - Série IIa - Sciences de la Terre et des planètes. 332 (10): 647-656.
- MATEUS, O., ANTUNES, M.T. & TAQUET, P. 2001. Dinosaur ontogeny: The case of Lourinhanosaurus (Late Jurassic, Portugal). Journal of Vertebrate Paleontology 21 (Suppl. 3): 78A.
- MATEUS, I., MATEUS, H., ANTUNES, M.T, MATEUS, O., TAQUET, P. RIBEIRO, V. & MANUPPELLA, G. 1997. Upper jurassic theropod dinosaur embryos from Lourinhã (Portugal). Memórias da Academia de Ciências de Lisboa 37: 101-110.
- MATEUS, I., MATEUS, H., TELLES ANTUNES, M., MATEUS, O., TAQUET, P., RIBEIRO, V. & MANUPPELLA, G. 1997. Couvée, œufs et embryons d'un Dinosaure Théropode du Jurassique de Lourinhã (Portugal). C.R Acad. Sci. Paris, Sciences de la terre et des planètes 325: 71-78.
- MATEUS, O.; MAIDMENT, S.C.R.; CHRISTIANSEN, N.A. 2009. A new long-necked 'sauropod-mimic' stegosaur and the evolution of the plated dinosaurs. Proceedings of the Royal Society B: Biological Sciences.